# Cidaria nugata
Cidaria nugata là một loài bướm đêm trong họ Geometridae.